# Флаг Пушкинского сельского поселения
Флаг муниципального образования Пу́шкинское сельское поселение Гулькевичского района Краснодарского края Российской Федерации — опознавательно-правовой знак, служащий официальным символом муниципального образования.
Флаг утверждён 14 мая 2008 года и внесён в Государственный геральдический регистр Российской Федерации с присвоением регистрационного номера 4297.

## Описание
«Прямоугольное полотнище жёлтого цвета, с отношением ширины к длине 2:3, несущее со смещением к древку синюю (голубую) волнисто-изогнутую вертикальную полосу, обрамлённую орнаментом в виде ветвей акации, воспроизведённом в зелёном, жёлтом и белом цветах, а в верхнем углу у свободного края полотнища — свиток и гусиное перо в красном и белом цветах».

## Обоснование символики
Флаг языком символов и аллегорий отражает исторические, культурные и экономические особенности сельского поселения.
Жёлтый цвет полотнища символизирует богатство и процветание, прочность и тёплое южное солнце, аллегорично указывает на неисчерпаемое богатство полей поселения, выращивание кубанского золота — хлеба.
Синяя (голубая) волнистая вертикальная полоса, окаймлённая ветвями акации с цветками, аллегорически указывает на реку Зеленчук Второй, протекающей через поселение.
Синий цвет (лазурь) символизирует безупречность, добродетель, возвышенные устремления, волю.
Зелёный цвет символизирует природу, плодородие, возрождение, здоровье.
Ветви акации аллегорически указывают на обилие акациевых парков и лесозащитных насаждений в поселении. Акация является символом переселения и указывает на то, что населённые пункты поселения основаны переселившимися малоземельными крестьянами и казаками на земли, выделенные им Советской властью, в начале двадцатых годов XX века.
Красный цвет свитка аллегорически указывает на название второго населённого пункта поселения — хутор Новокрасный.
Изображение писчего гусиного пера и свитка аллегорически указывают на род деятельности великого русского поэта А. С. Пушкина, в честь которого и названо поселение Пушкинское.
Белый цвет (серебро) символизирует мудрость, совершенство, чистоту.